# Martin Rolinski
Martin Rolinski (Göteborg, 23 juni 1982) is een Zweeds zanger van Poolse origine, vooral bekend als frontman van BWO. Hoewel hij in Zweden geboren is liggen zijn roots toch in Polen. Beide ouders komen uit dat land en Martin spreekt zelf heel vloeiend Pools. Als kind gaat hij naar een katholieke school en op jeugdige leeftijd is hij als junior een van de beste tennisspelers van zijn land. Hij wordt zelfs toegelaten tot de tennisschool in het Amerikaanse Texas maar hij verkiest om zijn school af te maken in zijn thuisland waar hij als ingenieur afstudeert. Op een avond gaat hij met vrienden een weddenschap aan om deel te nemen aan de audities van de talentenjacht Popstars. En het lukt hem wonderwel, hij mag aan het programma deelnemen. Hij geraakt zelfs tot in de laatste ronde, maar wordt er ongeveer halverwege de wedstrijd eruitgestemd.
Na de talentenjacht komt hij in contact met Alexander Bard en hij wordt zanger bij de nieuwe formatie Bodies Without Organs (BWO). Deze nieuwe groep met ook Alexander Bard en Marina Schiptjenko neemt in 2005 deel aan de nationale selectie voor het Eurovisiesongfestival. In de tweede halve finale eindigt de groep met "Gone" op een vijfde plaats en daarmee zijn ze uitgeschakeld voor de finale van 'Melodifestivalen 2005'.
In 2006 krijgt de groep een wildcard om deel te nemen aan het Melodifestivalen. Met "Temple of love" eindigt de groep op een tweede plaats in de derde voorronde en daarmee is de finale een feit. In die finale moet BWO echter de duimen leggen voor Carola die met "Evighet" Zweden mag vertegenwoordigen op het 51e Eurovisiesongfestival. In 2008 deed de band weer mee aan het Melodifestivalen. Ze werden 3e in de finale.
Hij is op 20 september 2008 getrouwd met zijn vriendin Katarina Jansson.